# Prawit Burited
Prawit Burited (thailändisch ประวิทย์ บุรีเทศน์, * 24. August 1989) ist ein thailändischer Fußballspieler.

## Karriere
Prawit Burited stand bis Ende 2018 beim Rayong FC unter Vertrag. Der Verein aus Rayong spielte in der zweithöchsten thailändischen Liga, der Thai League 2. 2019 wechselte er zum Bankhai United FC. Mit dem Verein aus Ban Khai in der Provinz Rayong spielte er in der vierten Liga, der Thai League 4, in der Eastern Region. Mit Bankhai wurde er 2019 Meister der Eastern Region. 2020 unterschrieb er einen Vertrag beim Zweitligisten Samut Sakhon FC in Samut Sakhon. Sein Zweitligadebüt für Samut gab er am 16. Februar 2020 im Heimspiel gegen den Chiangmai FC. Für Samut absolvierte er 2020 elf Zweitligaspiele. Ende 2020 wurde sein Vertrag nicht verlängert. 2021 unterschrieb er einen Vertrag beim Drittligisten Pluakdaeng United FC. Mit dem Klub aus Rayong spielte er in der Eastern Region der Liga. Die Saison 2021/22 stand er beim ebenfalls in der Eastern Region spielenden Kabin United FC unter Vertrag. Zu Beginn der Saison 2022/23 wechselte er zum Zweitligaabsteiger Navy FC in die Eastern Region der dritten Liga. Nach insgesamt 34 Ligaspielen unterschrieb er im Sommer einen Vertrag beim ebenfalls in der Eastern Region spielenden Fleet FC.

## Erfolge
Bankhai United FC
- Thai League 4 – East: 2019